# Laurence Trimble
Laurence Trimble (15 de febrero de 1885 – 8 de febrero de 1954) fue un director, guionista y actor cinematográfico de nacionalidad estadounidense, activo en la época del cine mudo.  

## Biografía
Nacido en Robbinston, Maine, en 1908 escribió un relato protagonizado por animales, que vendió a una revista de Nueva York. La publicación lo dirigió a Vitagraph, estudio cinematográfico en el cual, además de trabajar como director, escribió guiones cinematográficos cuyos protagonistas eran animales.
Promovido a la dirección de Vitagraph, influyó en la carrera de John Bunny, un popularísimo actor con una comicidad que se adelantaba a la de las futuras estrellas Fatty Arbuckle y Jackie Gleason. La actriz más conocida de la compañía era Florence Turner,  con la cual Trimble rodó numerosos filmes. Con la llegada de nuevas intérpretes como Gene Gauntier o Mary Pickford, la fama de Florence Turner menguó, por lo cual en 1913 decidió dejar los Estados Unidos para trabajar en el Reino Unido con Trimble. En Londres ambos actuaron en espectáculos de music hall, además de rodar varias películas, producidas algunas de ellas por la misma Florence Turner.

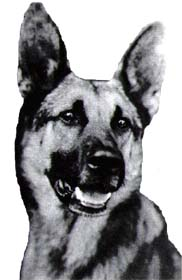
Strongheart (1917 - 1929)

Escribiendo historias que tenían como protagonistas a animales, Trimble se inspiró en su propio perro. Convertido en actor con el nombre de Jean the Dog y conocido como el Vitagraph Dog, fue el primer perro en tener el papel de protagonista de una película. Jean murió en 1916. Su dueño, durante un viaje por Alemania con su esposa, Jane Murfin, encontró a Etzel von Oeringen, un pastor alemán al que dio el nombre de Strongheart. Convertido también en actor, Strongheart llegó a ser la primera estrella canina del cine.
Trimble estuvo casado con la guionista y comediógrafa Jane Murfin (nominada en 1932 al Óscar al mejor guion). El matrimonio duró desde 1915 a 1926, año en el cual finalizaba la carrera cinematográfica de Trimble. Laurence Trimble falleció en 1954 en Woodland Hills, California.

## Filmografía

### Director

#### 1910
| - Saved by the Flag - Her Mother's Wedding Gown - Jean and the Calico Doll - Jean, the Matchmaker - Auld Robin Gray | - Jean Goes Foraging - Jean Goes Fishing - Drumsticks - Jean and the Waif - Where the Wind Blows |

#### 1911
| - Jean Rescues - When the Light Waned - Red Eagle - Prejudice of Pierre Marie - The Stumbling Block - The Battle Hymn of the Republic - In the Arctic Night - Billy the Kid | - Man to Man - Her Crowning Glory - Beyond the Law - Wig Wag - Auld Lang Syne - Hypnotizing the Hypnotist - One Touch of Nature |

#### 1912
| - A Red Cross Martyr; or, On the Firing Lines of Tripoli - Indian Romeo and Juliet - Un remedio para la adicción al póquer - Cardinal Wolsey - Mockery - Pandora's Box - The French Spy - Chased by Bloodhounds - Pseudo Sultan - Martha's Rebellion - The Awakening of Jones | - Suing Susan - Bunny and the Dogs - Two Cinders - Bunny's Suicide - Bachelor Buttons - Bunny All at Sea - Bunny at the Derby - Michael McShane, Matchmaker - The Signal of Distress - While She Powdered Her Nose |

#### 1913
| - The Wings of a Moth - When Bobby Forgot - Everybody's Doing It - The Pickwick Papers - Under the Make-Up - Sisters All - The House in Suburbia - Bunny Blarneyed; or, The Blarney Stone - Checkmated - Let 'Em Quarrel | - There's Music in the Hair - A Window on Washington Park - The Deerslayer - Counsellor Bobby - Up and Down the Ladder - Cutey Plays Detective - Does Advertising Pay? - The Adventure of the Shooting Party - Pumps - The Harper Mystery |

#### 1914
| - The Shepherd Lassie of Argyle - Shopgirls: or, The Great Question - For Her People - Daisy Doodad's Dial | - Flotilla the Flirt - The Murdock Trial - Creatures of Habit - Through the Valley of Shadows |

#### 1915
| - The Great Adventure - Lost and Won - Castle | - Alone in London - Far from the Madding Crowd - My Old Dutch |

#### 1916
| - Sally in Our Alley - A Place in the Sun | - Grim Justice - As Ye Repent |

#### 1917
| - Mine of Missing Men - The Spreading Dawn | - The Auction Block - Vengeance - and the Woman |

#### 1918
- The Light Within (1918)

#### 1919
| - Spotlight Sadie (1919) | - Fool's Gold (1919) |

#### 1920
| - The Woman God Sent (1920) - Darling Mine (1920) | - Everybody's Sweetheart, codirigida con Alan Crosland (1920) |

#### 1921-1926
| - The Silent Call (1921) - Brawn of the North (1922) - The Love Master (1922) - Sundown codirigida con Harry O. Hoyt (1924) | - Daring Danger (1924) - White Fang (1925) - My Old Dutch (1926) |

### Guionista
| - Michael McShane, Matchmaker, de Laurence Trimble (1912) - The Pickwick Papers, de Laurence Trimble (1913) - Under the Make-Up, de Laurence Trimble (1913) - Bunny Blarneyed; or, The Blarney Stone, de Laurence Trimble (1913) - Creatures of Habit, de Laurence Trimble (1914) - Far from the Madding Crowd, de Laurence Trimble (1915) - Doorsteps, de Henry Edwards (1916) - A Welsh Singer, de Henry Edwards (1915) - As Ye Repent, de Laurence Trimble (1915) - A Place in the Sun, de Laurence Trimble (1916) | - The Woman God Sent, de Laurence Trimble (1920) - The Silver Horde, de Frank Lloyd (1920) - Going Some, de Harry Beaumont (1920) - Darling Mine, de Laurence Trimble (1920) - Playthings of Destiny, de Edwin Carewe (1921) - Brawn of the North, de Laurence Trimble (1922) - Flapper Wives, de Justin H. McCloskey y Jane Murfin (1924) - The Love Master, de Laurence Trimble (1924) - The Shining Adventure, de Hugo Ballin (1925) - My Old Dutch, de Laurence Trimble (1926) |

### Actor
| - The Path of True Love (1912) - Bunny All at Sea, de George D. Baker y Laurence Trimble (1912) | - The Murdock Trial, de Laurence Trimble (1914) - Hee! Haw!, de Albert Herman (1923) |